# Lotsche
Lotsche ist ein Ortsteil der Ortschaft Seethen der Hansestadt Gardelegen im Altmarkkreis Salzwedel in Sachsen-Anhalt, Deutschland.

## Geographie
Das altmärkische Straßendorf Lotsche liegt etwa 14 Kilometer nordöstlich der Stadt Gardelegen. Der Lindstedter Grenzgraben im Westen bildet die Grenze zum benachbarten Seethen.

## Geschichte

### Mittelalter bis Neuzeit
Im Jahre 1362 wurde Lotsche erstmals als Latzeke in einer Schuldverschreibung für den Magdeburger Bürger Hans Kopeke erwähnt. Weitere Nennungen sind 1409 Latzke by Zeten, 1418 lazeke, 1457 Latsche, 1490 loschke, 1540 loszke sowie 1804 Lotsche. Von etwa 1418 bis 1544 gehörte ein Teil des Dorfes dem Kloster Neuendorf. Die Adelsgeschlechter von Alvensleben, von Sandersleben und von Dequede hatten hier Einnahmen. 1720 wird eine Wassermühle genannt.
In Lotsche gab es einen Bahnhof der Altmärkischen Eisenbahnen AG an der Strecke Groß Engersen–Vinzelberg, die von 1899 bis 1921 in Betrieb war.

### Herkunft des Ortsnamens
Aleksander Brückner führt den Ortsnamen auf das altslawische Wort „lesь“ für „Wald“ zurück.

### Archäologie
In einem Waldgebiet bei Lotsche wurde im 20. Jahrhundert ein Urnenfriedhof aus der spätrömischen Kaiserzeit untersucht und geborgen. Er liegt am Rand der Trüstedt-Lindstedter Hochfläche. Zuerst waren in den 1930er Jahren vom Dorfschullehrer in Seethen mit seinen Schülern in Lotsche Ausgrabungen durchgeführt worden, deren Ergebnisse nicht überliefert sind. Bei Forstarbeiten im Jahr 1986 wurde die Fundstelle zufällig wiederentdeckt und von 1986 bis 1993 ausführlich untersucht. Ab 1991 wurde 57 Urnengräber geborgen. Sie wurden in das 3. bis 4. Jahrhundert datiert.

### Eingemeindungen
Lotsche gehörte ursprünglich zum Tangermündeschen Kreis. 1807 bis 1813 gehörte es zum Landkanton Stendal. 1816 kam der Ort zum Kreis Gardelegen, dem späteren Landkreis Gardelegen.
Am 20. Juli 1950 wurde die Gemeinde Lotsche aufgelöst und in die Gemeinde Seethen im gleichen Landkreis eingemeindet. Seit der Eingemeindung von Seethen in Gardelegen am 1. Januar 2011 gehört der Ortsteil Lotsche zur neu entstandenen Ortschaft Seethen und zur Hansestadt Gardelegen.

### Einwohnerentwicklung
| Jahr | Einwohner |
| ---- | --------- |
| 1734 | 73        |
| 1772 | 38        |
| 1790 | 87        |
| 1798 | 80        |
| 1801 | 85        |

| Jahr | Einwohner |
| ---- | --------- |
| 1818 | 077       |
| 1840 | 093       |
| 1864 | 104       |
| 1871 | 093       |
| 1885 | 082       |

| Jahr | Einwohner |
| ---- | --------- |
| 1892 | [0]82     |
| 1895 | 84        |
| 1900 | [0]78     |
| 1905 | 81        |
| 1910 | [0]87     |

| Jahr | Einwohner |
| ---- | --------- |
| 1925 | 095       |
| 1939 | 074       |
| 1946 | 132       |
| 2012 | [00]039   |
| 2023 | [0]032    |

Quelle bis 1946, wenn nicht angegeben:

## Religion
Die evangelischen Christen aus Lotsche waren früher in die Kirchengemeinde Seethen eingekircht, die zur Pfarrei Lindstedt gehörte. Sie werden heute betreut vom Pfarrbereich Lindstedt im Kirchenkreis Salzwedel im Bischofssprengel Magdeburg der Evangelischen Kirche in Mitteldeutschland.

## Kultur und Sehenswürdigkeiten
Ein früher Gasthof und eine Scheune stehen unter Denkmalschutz.

## Persönlichkeiten
- Erich Müller-Henning (1906–1942), Verwaltungsbeamter (NSDAP) und Landrat